# ستيفن ج. ليبارد
ستيفن جيمس ليبارد (بالإنجليزية: Stephen James Lippard) (مواليد: 12 أكتوبر 1940) أستاذ الكيمياء في معهد ماساتشوستس للتكنولوجيا. يعتبر ليبارد واحد من مؤسسي الكيمياء الحيوية الَّا عضوية، ودراسة تفاعلات المواد غير الحية مثل المعادن مع النظم البيولوجية، ويعتبر أيضا مؤسس ميتالونيوروكيميستري، ودراسة أيونات المعادن وآثارها في الدماغ والجهاز العصبي. قام ليبارد بعمل رائد في فهم بنية البروتين وتصنيعة، والوظائف الأنزيمية للأكسجين الأحادي الميثان، وآليات الأدوية المضادة للسرطان سيسبلاتين. عمل على بعض التطبيقات لعلاج الخصية والمبيض وبعض مسرطانات الرئة، وقام بتطوير الوقود القائم على الميثانول الاصطناعية.